# Pen Sovann
Pen Sovann (ប៉ែន សុវណ្ណ; 15 tháng 04 năm 1936 – 29 tháng 10 năm 2016), là một nhà chính trị của Campuchia.

## Tiểu sử
Pen Sovann sinh ra trong một gia đình nông dân nghèo ở tỉnh Takéo . Năm 1949 khi 13 tuổi, ông tham gia phong trào độc lập Khmer Issarak. Sau đó năm 1951 ông gia nhập Đảng Cộng sản Đông Dương, và trở thành sỹ quan dưới quyền Ta Mok.
Sau đó ông tham gia Khmer Đỏ đến năm 1975. Năm 1979, sau khi lật đổ chế độ Khmer Đỏ ở Campuchia do Pol Pot đứng đầu, Quân đội Việt Nam đã đưa Pen Sovann lên làm Tổng Bí thư Đảng Nhân dân Cách mạng Campuchia (KPRP). Tháng 7 năm 1981 ông được quốc hội nước Cộng hòa Nhân dân Campuchia bầu giữ chức thủ tướng. Tuy nhiên không bao lâu thì bị cách chức do những bất đồng với Heng Samrin, lúc này là Tổng Bí thư Đảng, tiếp đó ông bị đưa sang Hà Nội và bị giam giữ tại đây trong thời gian 7 năm.
Năm 1992 ông trở về Campuchia và tham gia hoạt động chính trị. Ông mất ngày 29 tháng 10 năm 2016 tại Doun Kaev, tỉnh Takéo.

## Hoạt động
Năm 1949 khi 13 tuổi Pen Sovann gia nhập Khmer Issarak và chiến đấu chống Pháp. Hai năm sau Sovann gia nhập Đảng Cộng sản Đông Dương và gặp Ta Mok lần đầu tiên, trở thành sỹ quan dưới quyền ông này.
Sau khi hoàng thân Norodom Sihanouk giành độc lập cho Campuchia từ Pháp, năm 1953 Pen Sovann rời Ta Mok, sang Việt Nam và là sỹ quan Quân đội nhân dân Việt Nam. Năm 1954 ông tập kết ra Bắc Việt Nam.
Sau đó Sovann về nước, ủng hộ Khmer Đỏ trong cuộc nội chiến 1970 – 1973 chống lại Cộng hòa Khmer. Ông làm việc cùng với Chan Sy dưới quyền Khieu Thirith, phụ trách đài Tiếng nói Mặt trận Quốc gia Campuchia. Từ năm 1973 đến năm 1979, Sovann sống lưu vong ở Hà Nội .
Ngày 25 tháng 11 năm 1978 Sovann là một trong các thành viên sáng lập ra Mặt trận Đoàn kết Dân tộc Cứu nước Campuchia (tên lúc thành lập là "Mặt trận Thống nhất Cứu nguy Dân tộc Campuchia", viết theo tiếng Anh: KUFNS, Kampuchean United Front for National Salvation, viết theo tiếng Pháp: FUNSK, Front Uni National pour le Salut du Kampuchéa).
Từ ngày 5 tháng 1 năm 1979 Ông là Tổng Bí thư của Đảng Nhân dân Cách mạng Kampuchia (KPRP). Tháng 7 năm 1981 ông được quốc hội nước Cộng hòa Nhân dân Campuchia bầu giữ chức thủ tướng. Ngày 1 tháng 12 năm 1981 ông bị Tổng Bí thư Đảng Nhân dân Cách mạng Heng Samrin cách chức theo áp lực của giới chức Việt Nam .
Ngày 2 tháng 12 năm 1981 Sovann bị bắt vì làm phiền Lê Đức Thọ, cố vấn trưởng của Việt Nam tại Mặt trận Thống nhất Cứu nguy Dân tộc Campuchia (FUNSK) và Cộng hòa Nhân dân Campuchia (PRK). Ông ở nhà tù của Việt Nam hơn 10 năm. Pen Sovann giải thích về án lâu dài của ông ta trong tù: "Khi tôi muốn tự tạo quân đội của mình với năm trung đoàn, người Việt Nam không đồng ý và Lê Đức Thọ tới Liên Xô để phàn nàn".
Pen Sovann được thả ngày 25 tháng 1 năm 1992, và ông trở về Campuchia. Ông được chấp nhận cho gia nhập vào Đảng Nhân dân Campuchia (CPP) nhưng sau đó bị khai trừ do người ta không tin tưởng ông và có những đồn rằng đại ông có thể tham gia vào cả đảng đối lập của Sam Rainsy .
Tháng 1/1998 Pen Sovann thành lập Đảng Cứu giúp dân tộc Campuchia (CNSP, Cambodian National Sustaining Party). Đảng này không giành được ghế nào trong cuộc bầu cử quốc hội năm 1998, và bị tẩy chay trong cuộc bầu cử năm 2003. Tháng 7/2007 ông tham gia Đảng Nhân quyền và rồi năm 2012 đảng này hợp nhất với đảng Sam Rainsy để lập nên Đảng Cứu nguy dân tộc Campuchia (CNRP). Ông giành được ghế nghị sỹ của đảng CNRP ở tỉnh Kampong Speu .
Sovann chết tại Doun Kaev, tỉnh Takéo ngày 29 tháng 10 năm 2016 . Ông được hỏa táng tại Phnôm Pênh ngày 6 tháng 11 năm 2016 .
Ngày 10 tháng 11 năm 2016, Suon Rida được bổ nhiệm thế chỗ nghị viện của Sovann .